# Supermodel
Supermodel – drugi studyjny album amerykańskiej grupy Foster the People, wydany 14 marca 2014 roku przez wytwórnię Columbia Records.

## Lista utworów
1. Are You What You Want to Be?
2. Ask Yourself
3. Coming of Age
4. Nevermind
5. Pseudologia Fantastica
6. The Angelic Welcome of Mr. Jones
7. Best Friend
8. A Beginner’s Guide to Destroying the Moon
9. Goats in Trees
10. The Truth
11. Fire Escape
12. Tabloid Super Junkie